# IC 2046
IC 2046 је спирална галаксија у сазвјежђу Златна риба која се налази на листи објеката дубоког неба у Индекс каталогу.
Деклинација објекта је - 54° 40' 23" а ректасцензија 4h 11m 24,5s. Привидна величина (магнитуда) објекта IC 2046 износи 14,3 а фотографска магнитуда 15,1. IC 2046 је још познат и под ознакама ESO 157-7, PGC 14628.